# La General Televisión
La General Televisión es un canal de televisión local de Zaragoza (Aragón), propiedad de la editorial Producciones de Entretenimiento S.A. integrada dentro del Grupo de Comunicación Rey & Asociados, propiedad de Antonio Rey. 

## Historia
El 25 de agosto de 2006 el Gobierno de Aragón concede seis licencias a Producciones de Entretenimiento, S. A., empresa participada de Rey Corporación Desarrollo Empresarial S.L., licencias para las demarcaciones de Alagón, Huesca, Calatayud, Teruel, Tarazona y Alcañiz.
En enero de 2007 el grupo Grupo de Comunicación Rey & Asociados compra la frecuencia que ocupaba Canal 6 en Zaragoza. En julio de 2010 cesaron su producción propia y un año más tarde su logo e identificativo desaparecieron definitivamente, último rastro de vida de la emisora, desde el cese de Business TV tras el verano de 2013 se dedican a emitir teletiendas hasta que en marzo de 2014 vuelven el logo y las cortinillas.
El 1 de mayo de 2014 La General TV «vuelve» emitiendo en pruebas desde la calle Bilbao programas televisados de esRadio Aragón.